# Echeveria rosea
Echeveria rosea là một loài thực vật có hoa trong họ Crassulaceae. Loài này được Lindl. miêu tả khoa học đầu tiên năm 1842.